# Wjaczesław Szewczuk
Wjaczesław Anatolijowycz Szewczuk, ukr. В'ячеслав Анатолійович Шевчук (ur. 13 maja 1979 w Łucku) – ukraiński piłkarz, grający na pozycji lewego obrońcy, a wcześniej pomocnika, reprezentant Ukrainy, trener piłkarski.

## Kariera klubowa
Pierwszym klubem Szewczuka w karierze był Podilla Chmielnicki, w którym to w sezonie 1996/1997 zadebiutował w drugiej lidze. Z Podillą spadł jednak z ligi i pierwszą część sezonu 1997/1998 spędził grając w 3. lidze. Zimą 1998 trafił do Metałurha Zaporoże i grał tamże przez kolejne 2,5 roku (największy sukces to 6. miejsce w 2000 roku). Latem 2000 Szewczuk przeszedł do jednej z czołowych drużyn w kraju, Szachtara Donieck, z którym został wicemistrzem Ukrainy. W 2002 roku w Szachtarze, który wywalczył dublet: mistrzostwo i Puchar Ukrainy, rozegrał na jesień zaledwie 1 mecz i wiosną oddano go do lokalnego rywala, Metałurha Donieck, gdzie również nie zdołał wywalczyć miejsca w składzie.
W połowie 2002 roku trafił do Szynnika Jarosław, w którym spisywał się nader poprawnie i przez kolejne dwa sezony grał w wyjściowej jedenastce rosyjskiego zespołu (5. miejsce w 2003 i 6. w 2004). Zimą 2005 Szewczuk wrócił do ojczyzny i pół roku grywał w Dnipro Dniepropetrowsk. Z Dnipro zajął 4. miejsce gwarantujące start w Pucharze UEFA. Latem 2005 ponownie przeszedł do Szachtara, w którym grał już w większej liczbie meczów i w 2006 został mistrzem kraju, a w 2007 wicemistrzem (wtedy też wystąpił w fazie grupowej Ligi Mistrzów oraz Pucharu UEFA).
27 grudnia 2016 oficjalnie ogłosił o zakończeniu kariery piłkarza.
| Sezon   | Klub                    | Kraj    | Rozgrywki                         | Mecze | Bramki |
| ------- | ----------------------- | ------- | --------------------------------- | ----- | ------ |
| 1996/97 | Podillia Chmielnicki    | Ukraina | Persza Liha                       | 20    | 0      |
| 1997/98 | Podillia Chmielnicki    | Ukraina | Persza Liha                       | 16    | 0      |
| 1997/98 | Metałurh Zaporoże       | Ukraina | Wyszcza Liha                      | 5     | 0      |
| 1998/99 | Metałurh Zaporoże       | Ukraina | Wyszcza Liha                      | 5     | 0      |
| 1999/00 | Metałurh Zaporoże       | Ukraina | Wyszcza Liha                      | 20    | 1      |
| 2000/01 | Szachtar Donieck        | Ukraina | Wyszcza Liha                      | 11    | 0      |
| 2001/02 | Szachtar Donieck        | Ukraina | Wyszcza Liha                      | 1     | 0      |
| 2001/02 | Metałurh Donieck        | Ukraina | Wyszcza Liha                      | 2     | 0      |
| 2002    | Szynnik Jarosław        | Rosja   | Priemjer-Liga                     | 8     | 2      |
| 2003    | Szynnik Jarosław        | Rosja   | Priemjer-Liga                     | 23    | 1      |
| 2004    | Szynnik Jarosław        | Rosja   | Priemjer-Liga                     | 19    | 1      |
| 2004/05 | Dnipro Dniepropietrowsk | Ukraina | Wyszcza Liha                      | 11    | 1      |
| 2005/06 | Szachtar Donieck        | Ukraina | Wyszcza Liha                      | 19    | 0      |
| 2006/07 | Szachtar Donieck        | Ukraina | Wyszcza Liha                      | 14    | 0      |
| 2007/08 | Szachtar Donieck        | Ukraina | Wyszcza Liha                      | 12    | 0      |
| 2008/09 | Szachtar Donieck        | Ukraina | Wyszcza Liha                      | 14    | 0      |
| 2009/10 | Szachtar Donieck        | Ukraina | Premier Liha                      | 6     | 0      |
| 2010/11 | Szachtar Donieck        | Ukraina | Premier Liha                      | 10    | 0      |
| 2011/12 | Szachtar Donieck        | Ukraina | Premier Liha                      | 18    | 3      |
| 2012/13 | Szachtar Donieck        | Ukraina | Premier Liha                      | 14    | 0      |
| 2013/14 | Szachtar Donieck        | Ukraina | Premier Liha                      | 17    | 0      |
| 2014/15 | Szachtar Donieck        | Ukraina | Premier Liha                      | 16    | 1      |
| 2015/16 | Szachtar Donieck        | Ukraina | Premier Liha                      | 9     | 0      |
| 2016/17 | Szachtar Donieck        | Ukraina | Premier Liha                      | 0     | 0      |
|         |                         |         | Łącznie w Wyszczej/Priemier Lidze | 162   | 4      |

## Kariera reprezentacyjna
Reprezentacyjną karierę Szewczuk rozpoczął od występów w młodzieżowej reprezentacji Ukrainy U-21, w której zagrał w 19 meczach i był jej kapitanem. Natomiast w pierwszej reprezentacji zadebiutował 11 czerwca 2003 w przegranym 0:1 wyjazdowym meczu z Grecją, rozegranym w ramach eliminacji do Euro 2004. Wystąpił także w meczu z Albanią (2:2) w kwalifikacjach do Mistrzostw Świata w Niemczech, ale na sam turniej nie pojechał.

## Kariera trenerska
We wrześniu 2017 rozpoczął pracę szkoleniową, stając na czele drużyny Szachtar Donieck U-17. 3 października 2018 został zaproszony na stanowisko głównego trenera Olimpika Donieck. 17 kwietnia 2019 opuścił doniecki klub.

## Sukcesy

### Sukcesy klubowe
- mistrz Ukrainy: 2006, 2008, 2010, 2011, 2012, 2013, 2014
- wicemistrz Ukrainy: 2007, 2009, 2015, 2016
- zdobywca Pucharu Ukrainy: 2008, 2011, 2012, 2013, 2016
- finalista Pucharu Ukrainy: 2007, 2009, 2014, 2015
- zdobywca Superpucharu Ukrainy: 2008, 2013, 2014
- finalista Superpucharu Ukrainy: 2006, 2007
- zdobywca Pucharu UEFA: 2009

### Odznaczenia
- tytuł Mistrza Sportu Klasy Międzynarodowej: 2005[5]
- Medal „Za pracę i zwycięstwo”: 2006[6]
- Order „Za odwagę” III klasy: 2009[7].